# Kiribatis fodboldlandshold
Kiribatis fodboldlandshold repræsenterer Kiribati i fodboldturneringer og kontrolleres af Kiribatis fodboldforbund.